# Iontová síla

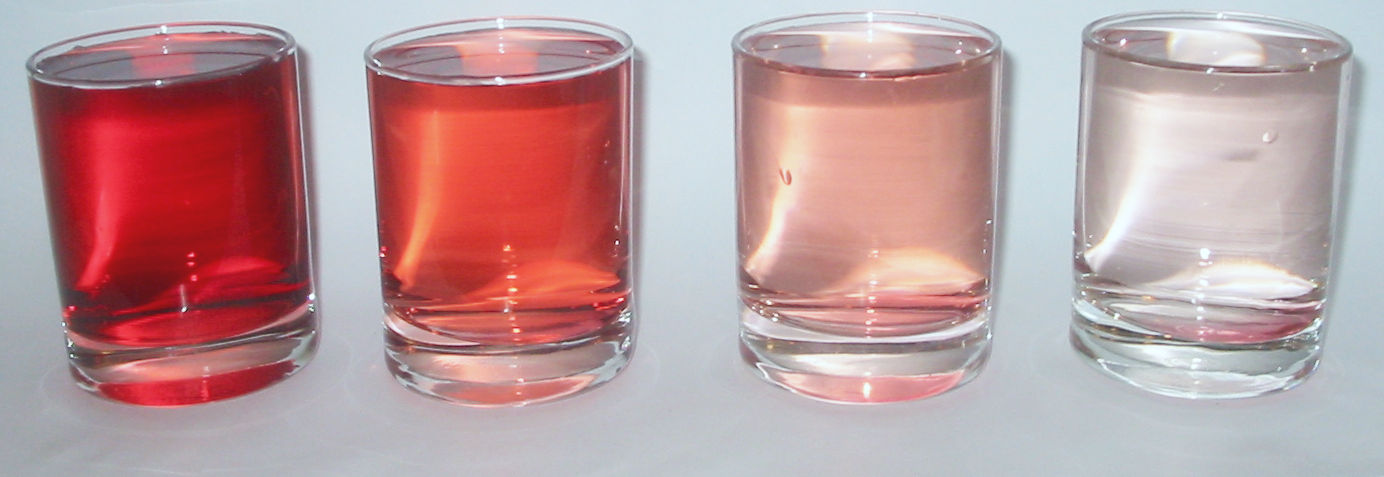
Iontová síla je měřítkem celkové koncentrace iontů v roztoku (ilustrační fotografie)

Iontová síla (I) je suma všech elektricky nabitých částic (kladných i záporných iontů) přítomných v roztoku. Udává se obvykle v mol·l−1. Vypočítá se jako:

{\displaystyle I={\begin{matrix}{\frac {1}{2}}\end{matrix}}\sum _{{\rm {i}}=1}^{n}c_{\rm {i}}z_{\rm {i}}^{2}}
kde I je iontová síla roztoku, která se spočítá jako polovina sumy všech koncentrací iontů (c, obvykle molálních) násobených druhou mocninou mocenství (z) daných iontů. Znamená to, že ionty o vysokém náboji (např. Ca2+, Al3+) přispívají k iontové síle mnohem více než ionty s nábojem ±1. V případě rozpuštěných látek, u nichž příslušné ionty disociují v poměru 1:1 (např. chlorid sodný, NaCl, nebo chlorovodík, HCl), je iontová síla z principu rovna molální koncentraci této rozpuštěné látky:
{\displaystyle I={\begin{matrix}{\frac {1}{2}}\end{matrix}}\sum _{{\rm {i}}=1}^{n}c_{\rm {i}}z_{\rm {i}}^{2}={\begin{matrix}{\frac {1}{2}}\end{matrix}}{(}c_{\rm {Na^{+}}}z_{\rm {Na^{+}}}^{2}+c_{\rm {Cl^{-}}}z_{\rm {Cl^{-}}}^{2}{)}={\begin{matrix}{\frac {1}{2}}\end{matrix}}{(}c_{\rm {NaCl}}1^{2}+c_{\rm {NaCl}}1^{2})=c_{\rm {NaCl}}}